# 尸子
《尸子》，東周戰國尸佼撰，原書有二十卷，目錄一卷。
尸佼是秦相衛鞅上客，衛鞅被處以車裂之刑，尸佼恐并诛，逃至蜀國，後來尸佼對法家思想進行反思，並取各家之長，著成《尸子》一書，思想兼宗儒、墨、名、法，是為雜家，如主張“节葬”、“非乐”是墨家思想。《尸子》中提出“四方上下曰宇，往古來今曰宙。”，是今日「宇宙」一詞的由來。
劉向《荀子書錄》說尸子著書“非先王之法，不循孔氏之術”。原書在三國時已亡佚一半，宋末王应麟稱《尸子》只存一卷，在《群书治要》中找到十三篇佚文。明代有陶宗仪辑本与归有光辑本。清初惠栋辑有《心斋十种》，章宗源、孙星衍辑《平津馆丛书》本，嘉慶十六年（1811年），汪继培据惠栋、任兆麟、孙星衍等人辑佚，重辑為《湖海楼丛书》本。诸家《尸子》辑本中，以汪继培辑本最为精审。
一說《尸子》有鲁《尸子》與楚《尸子》二書，分別是兩位尸姓作者所撰，鲁《尸子》早亡佚，今存辑本是楚《尸子》。

## 延伸阅读
[在维基数据编辑]
 在维基文库阅读本作品原文（ 在维基共享资源阅览影像）
 《史記/卷074》，出自司馬遷《史記》